# Enicospilus ceciliae
Enicospilus ceciliae är en stekelart som beskrevs av Ian D. Gauld 1988. Enicospilus ceciliae ingår i släktet Enicospilus och familjen brokparasitsteklar. Inga underarter finns listade i Catalogue of Life.